# Giải đua ô tô Công thức 1 Nhật Bản 2025
Giải đua ô tô Công thức 1 Nhật Bản 2025 (tên chính thức là Formula 1 Lenovo Japanese Grand Prix 2025) là một chặng đua Công thức 1 được tổ chức vào ngày 6 tháng 4 năm 2025 tại Trường đua Quốc tế Suzuka ở Suzuka, Mie, Nhật Bản. Chặng đua này là chặng đua thứ ba của Giải đua xe Công thức 1 2025.
Max Verstappen của Red Bull Racing đã giành vị trí pole cho cuộc đua chính. Anh đã giành chiến thắng trước hai tay đua McLaren là Lando Norris và Oscar Piastri. Andrea Kimi Antonelli của Mercedes đã trở thành tay đua trẻ nhất dẫn đầu một cuộc đua và lập một vòng đua nhanh nhất trong lịch sử Công thức 1.

## Bối cảnh
Giải đua ô tô Công thức 1 Nhật Bản 2025 được tổ chức tại Trường đua Quốc tế Suzuka ở Suzuka vào cuối tuần từ ngày 4 đến 6 tháng 4 năm 2025. Đây là lần thứ 39 Giải đua ô tô Công thức 1 Nhật Bản được tổ chức trong lịch sử của giải đua. Giải đua ô tô Công thức 1 Nhật Bản là chặng đua thứ ba của Giải đua xe Công thức 1 2025.

### Bảng xếp hạng vô địch trước chặng đua
Lando Norris bước vào chặng đua này với tư cách là tay đua dẫn đầu bảng xếp hạng các tay đua với 44 điểm trước Max Verstappen (36 điểm) ở vị trí thứ hai với khoảng cách 8 điểm và hơn George Russell (35 điểm) ở vị trí thứ ba với khoảng cách 9 điểm. McLaren (78 điểm) bước vào chặng đua này với tư cách là đội đua dẫn đầu bảng xếp hạng các đội đua với 78 điểm trước Mercedes (57 điểm) và Red Bull Racing, đội đứng thứ ba với 36 điểm.

### Danh sách các tay đua và đội đua
Danh sách các tay đua và đội đua cho chặng đua này không có thay đổi nào so với danh sách các tay đua và đội đua tham gia mùa giải. Trường hợp ngoại lệ duy nhất là Liam Lawson, người trước đây đã đua cho Red Bull Racing, chuyển đội với Tsunoda Yūki của Racing Bulls. Tsunoda sẽ ra mắt Red Bull Racing cho chặng đua này. Hirakawa Ryō thế chỗ Jack Doohan tại buổi đua thử đầu tiên tại Alpine.

### Lựa chọn hợp chất lốp
Nhà cung cấp lốp xe Pirelli mang đến các hợp chất lốp C1, C2 và C3, lần lượt được tiêu chuẩn hóa là cứng (hard), trung bình (medium) và mềm (soft) để các đội sử dụng trong suốt sự kiện này.

## Tường thuật

### Buổi đua thử
Ba buổi đua thử được tổ chức tại Giải đua ô tô Công thức 1 Nhật Bản 2025. Buổi đua thử đầu tiên được tổ chức vào ngày 4 tháng 4 năm 2025 lúc 11:30 giờ địa phương (UTC+9). Lando Norris (McLaren) đứng đầu buổi đua thử này trước George Russell (Mercedes) và Charles Leclerc (Ferrari) với thời gian nhanh nhất là 1:28,549 phút.
Buổi đua thử thứ hai được tổ chức vào lúc 15:00 giờ địa phuơng (UTC+9) cùng ngày. Oscar Piastri (McLaren) đứng đầu buổi đua thử này trước đứng đầu buổi đua thử này trước đồng đội McLaren là Norris và Isack Hadjar (Racing Bulls) với thời gian nhanh nhất là 1:28,114 phút. Buổi đua thử bị gián đoạn bốn lần do cờ đỏ, lần đầu tiên là do Jack Doohan (Alpine) va chạm mạnh vào rào chắn ở khúc cua số 1, lần thứ hai là do Fernando Alonso (Aston Martin) mắc kẹt tại bãi sỏi quanh góc cua Degner, và hai lần cuối là do hai đám cháy cỏ riêng biệt.
Buổi đua thử thứ ba và cuối cùng được tổ chức vào ngày 5 tháng 4 năm 2025 lúc 11:30 giờ địa phương (UTC+9). Norris đứng đầu buổi đua thử này trước Piastri và Russell với thời gian nhanh nhất là 1:27,965 phút. Hai bãi cỏ ở khúc cua thứ 12 và 15 đã bốc cháy khiến buổi đua thử bị gián đoạn hai lần.

### Vòng phân hạng
Vòng phân hạng được tổ chức vào ngày 5 tháng 4 năm 2025 lúc 15:00 giờ địa phương (UTC+9) và bao gồm ba phần với thời gian là 45 phút. Các tay đua có 18 phút ở phần đầu tiên (Q1) để tiếp tục tham gia phần thứ hai (Q2) của vòng phân hạng. Tất cả các tay đua đạt được thời gian trong phần đầu tiên với thời gian tối đa 107% thời gian nhanh nhất được phép tham gia cuộc đua. 15 tay đua dẫn đầu phần này lọt vào phần tiếp theo. Sau khi Q1 kết thúc, Oscar Piastri (McLaren) đứng đầu với thời gian nhanh nhất là 1:27,687 phút trong khi cả hai tay đua Kick Sauber, Esteban Ocon (Haas), Jack Doohan (Alpine) và Lance Stroll (Aston Martin) bị loại.
Phần thứ hai (Q2) kéo dài 15 phút và mười tay đua nhanh nhất của phần này đi tiếp vào phần thứ ba (Q3) và cuối cùng của vòng phân hạng. Sau khi Q2 kết thúc, Lando Norris (McLaren) đứng đầu với thời gian nhanh nhất là 1:27,146 phút trong khi Pierre Gasly (Alpine), Carlos Sainz Jr. (Williams), Fernando Alonso (Aston Martin), Liam Lawson (Racing Bulls) và Tsunoda Yūki (Red Bull Racing) bị loại.
Phần thứ ba (Q3) và cuối cùng kéo dài mười hai phút, trong đó mười vị trí xuất phát đầu tiên được xác định sẵn cho cuộc đua. Với thời gian nhanh nhất là 1:26,983 phút, Max Verstappen (Red Bull Racing) giành vị trí pole trước cặp tay đua McLaren là Norris và Piastri. Đây cũng là vị trí pole đầu tiên của Verstappen trong mùa giải 2025.

### Cuộc đua chính
Cuộc đua chính được tổ chức vào ngày 6 tháng 4 năm 2025 lúc 14:00 giờ địa phương (UTC+9) với 53 vòng đua. Verstappen đã giành chiến thắng đầu tiên trong mùa giải Công thức 1 năm 2025 sau khi xuất phát từ vị trí pole trước hai tay đua McLaren là Norris và Piastri. Verstappen đã dẫn đầu cuộc đua từ đầu đến cuối, đánh dấu chiến thắng thứ tư liên tiếp tại trường đua này. Bên cạnh đó, đây cũng là chiến thắng thứ 64 trong sự nghiệp của anh. Andrea Kimi Antonelli (Mercedes) đã trở thành tay đua trẻ nhất dẫn đầu một cuộc đua và lập một vòng đua nhanh nhất trong lịch sử Công thức 1. Các tay đua khác còn lại ghi điểm là Leclerc, Russell, Antonelli, Lewis Hamilton, Hadjar, Alexander Albon và Oliver Bearman. Sau chặng đua này, Norris tiếp tục đứng đầu bảng xếp hạng các tay đua trước Verstappen (61 điểm), người đã rút ngắn khoảng cách số điểm với Norris xuống còn 1 điểm, và Piastri (49 điểm), người đã vượt qua Russell với kết quả chung cuộc ở vị trí thứ ba. McLaren tiếp tục đứng đầu bảng xếp hạng các đội đua với 111 điểm trước Mercedes (75 điểm) và Red Bull Racing (61 điểm).

## Kết quả

### Vòng phân hạng
| Vị trí                        | Số xe | Tay đua               | Đội đua                      | Q1       | Q2       | Q3       | Vị trí xuất phát |
| ----------------------------- | ----- | --------------------- | ---------------------------- | -------- | -------- | -------- | ---------------- |
| 1                             | 1     | Max Verstappen        | Red Bull Racing-Honda RBPT   | 1:27,943 | 1:27,502 | 1:26,983 | 1                |
| 2                             | 4     | Lando Norris          | McLaren-Mercedes             | 1:27,845 | 1:27,146 | 1:26,995 | 2                |
| 3                             | 81    | Oscar Piastri         | McLaren-Mercedes             | 1:27,687 | 1:27,507 | 1:27,027 | 3                |
| 4                             | 16    | Charles Leclerc       | Ferrari                      | 1:27,920 | 1:27,555 | 1:27,299 | 4                |
| 5                             | 63    | George Russell        | Mercedes                     | 1:27,843 | 1:27,400 | 1:27,318 | 5                |
| 6                             | 12    | Andrea Kimi Antonelli | Mercedes                     | 1:27,968 | 1:27,639 | 1:27,555 | 6                |
| 7                             | 6     | Isack Hadjar          | Racing Bulls-Honda RBPT      | 1:28,278 | 1:27,775 | 1:27,569 | 7                |
| 8                             | 44    | Lewis Hamilton        | Ferrari                      | 1:27,942 | 1:27,610 | 1:27,610 | 8                |
| 9                             | 23    | Alexander Albon       | Williams-Mercedes            | 1:28,218 | 1:27,783 | 1:27,615 | 9                |
| 10                            | 87    | Oliver Bearman        | Haas-Ferrari                 | 1:28,228 | 1:27,711 | 1:27,867 | 10               |
| 11                            | 10    | Pierre Gasly          | Alpine-Renault               | 1:28,186 | 1:27,822 | –        | 11               |
| 12                            | 55    | Carlos Sainz Jr.      | Williams-Mercedes            | 1:28,209 | 1:27,836 | –        | 151              |
| 13                            | 14    | Fernando Alonso       | Aston Martin Aramco-Mercedes | 1:28,337 | 1:27,897 | –        | 12               |
| 14                            | 30    | Liam Lawson           | Racing Bulls-Honda RBPT      | 1:28,554 | 1:27,906 | –        | 13               |
| 15                            | 22    | Tsunoda Yūki          | Red Bull Racing-Honda RBPT   | 1:27,967 | 1:28,000 | –        | 14               |
| 16                            | 27    | Nico Hülkenberg       | Kick Sauber-Ferrari          | 1:28,570 | –        | –        | 16               |
| 17                            | 5     | Gabriel Bortoleto     | Kick Sauber-Ferrari          | 1:28,622 | –        | –        | 17               |
| 18                            | 31    | Esteban Ocon          | Haas-Ferrari                 | 1:28,696 | –        | –        | 18               |
| 19                            | 7     | Jack Doohan           | Alpine-Renault               | 1:28,877 | –        | –        | 19               |
| 20                            | 18    | Lance Stroll          | Aston Martin Aramco-Mercedes | 1:29,271 | –        | –        | 20               |
| Thời gian 107%: 1:33,825 phút |       |                       |                              |          |          |          |                  |

Chú thích
- ^1  – Carlos Sainz Jr. vượt qua vòng phân hạng ở vị trí thứ 12 nhưng bị tụt xuống ba vị trí xuất phát vì cản trở Lewis Hamilton tại Q2.

### Cuộc đua chính
| Vị trí | Số xe | Tay đua               | Đội đua                      | Số vòng | Thời gian/ Bỏ cuộc | Vị trí xuất phát | Số điểm |
| ------ | ----- | --------------------- | ---------------------------- | ------- | ------------------ | ---------------- | ------- |
| 1      | 1     | Max Verstappen        | Red Bull Racing-Honda RBPT   | 53      | 1:22:06,983        | 1                | 25      |
| 2      | 4     | Lando Norris          | McLaren-Mercedes             | 53      | + 1,423            | 2                | 18      |
| 3      | 81    | Oscar Piastri         | McLaren-Mercedes             | 53      | + 2,129            | 3                | 15      |
| 4      | 16    | Charles Leclerc       | Ferrari                      | 53      | + 16,097           | 4                | 12      |
| 5      | 63    | George Russell        | Mercedes                     | 53      | + 17,362           | 5                | 10      |
| 6      | 12    | Andrea Kimi Antonelli | Mercedes                     | 53      | + 18,671           | 6                | 8       |
| 7      | 44    | Lewis Hamilton        | Ferrari                      | 53      | + 29,182           | 8                | 6       |
| 8      | 6     | Isack Hadjar          | Racing Bulls-Honda RBPT      | 53      | + 37,134           | 7                | 4       |
| 9      | 23    | Alexander Albon       | Williams-Mercedes            | 53      | + 40,367           | 9                | 2       |
| 10     | 87    | Oliver Bearman        | Haas-Ferrari                 | 53      | + 54,529           | 10               | 1       |
| 11     | 14    | Fernando Alonso       | Aston Martin Aramco-Mercedes | 53      | + 57,333           | 12               |         |
| 12     | 22    | Tsunoda Yūki          | Red Bull Racing-Honda RBPT   | 53      | + 58,401           | 14               |         |
| 13     | 10    | Pierre Gasly          | Alpine-Renault               | 53      | + 1:02,122         | 11               |         |
| 14     | 55    | Carlos Sainz Jr.      | Williams-Mercedes            | 53      | + 1:14,129         | 15               |         |
| 15     | 7     | Jack Doohan           | Alpine-Renault               | 53      | + 1:21,314         | 19               |         |
| 16     | 27    | Nico Hülkenberg       | Kick Sauber-Ferrari          | 53      | + 1:21,957         | 16               |         |
| 17     | 30    | Liam Lawson           | Racing Bulls-Honda RBPT      | 53      | + 1:22,734         | 13               |         |
| 18     | 31    | Esteban Ocon          | Haas-Ferrari                 | 53      | + 1:23,438         | 18               |         |
| 19     | 5     | Gabriel Bortoleto     | Kick Sauber-Ferrari          | 53      | + 1:23,897         | 17               |         |
| 20     | 18    | Lance Stroll          | Aston Martin Aramco-Mercedes | 52      | + 1 vòng           | 20               |         |

## Bảng xếp hạng sau chặng đua

### Bảng xếp hạng các tay đua
| Vị trí | Tay đua               | Đội đua                      | Số điểm | Thay đổi vị trí |
| ------ | --------------------- | ---------------------------- | ------- | --------------- |
| 1      | Lando Norris          | McLaren-Mercedes             | 62      | +/-0            |
| 2      | Max Verstappen        | Red Bull Racing-Honda RBPT   | 61      | +/-0            |
| 3      | Oscar Piastri         | McLaren-Mercedes             | 49      | 1               |
| 4      | George Russell        | Mercedes                     | 45      | 1               |
| 5      | Andrea Kimi Antonelli | Mercedes                     | 30      | +/-0            |
| 6      | Charles Leclerc       | Ferrari                      | 20      | 4               |
| 7      | Alexander Albon       | Williams-Mercedes            | 18      | 1               |
| 8      | Lewis Hamilton        | Ferrari                      | 15      | 1               |
| 9      | Esteban Ocon          | Haas-Ferrari                 | 10      | 2               |
| 10     | Lance Stroll          | Aston Martin Aramco-Mercedes | 10      | 2               |

- Lưu ý: Chỉ có mười vị trí đứng đầu được liệt kê trên bảng xếp hạng này.

### Bảng xếp hạng các đội đua
| Vị trí | Đội đua                      | Số điểm | Thay đổi vị trí |
| ------ | ---------------------------- | ------- | --------------- |
| 1      | McLaren-Mercedes             | 111     | +/-0            |
| 2      | Mercedes                     | 75      | +/-0            |
| 3      | Red Bull Racing-Honda RBPT   | 61      | +/-0            |
| 4      | Ferrari                      | 35      | 1               |
| 5      | Williams-Mercedes            | 19      | 1               |
| 6      | Haas-Ferrari                 | 15      | +/-0            |
| 7      | Aston Martin Aramco-Mercedes | 10      | +/-0            |
| 8      | RB-Honda RBPT                | 7       | 1               |
| 9      | Kick Sauber-Ferrari          | 6       | 1               |
| 10     | Alpine-Renault               | 0       | +/-0            |